# Piotr Durnowo (żołnierz)
Piotr Pietrowicz Durnowo, ros. Петр Петрович Дурново (ur. 1 marca 1883, zm. wiosną 1945 w Dreźnie) – rosyjski wojskowy, działacz emigracyjny, współpracownik Abwehry, a następnie dowódca 1 Wschodniej Grupy Wywiadu Frontowego Specjalnego Przeznaczenia Sztabu Generalnego OKH podczas II wojny światowej
W 1903 r. ukończył imperatorskie liceum aleksandrowskie, po czym wstąpił do armii rosyjskiej. Służył jako kornet w lejbgwardii Grodzieńskiego Pułku Husarskiego. W 1908 r. awansował do stopnia porucznika, zaś w 1912 r. sztabsrotmistrza. W 1914 r. ukończył nikołajewską akademię wojskową. Został oficerem sztabowym w sztabie Petersburskiego Okręgu Wojskowego. Od 1915 r. brał udział w walkach na froncie I wojny światowej. Objął w stopniu kapitana funkcję starszego adiutanta w sztabie 2 Dywizji Kawalerii. W 1917 r. w stopniu podpułkownika służył w sztabie jednego z korpusów kawalerii. Od poł. grudnia tego roku znajdował się w zwierzchności szefa Sztabu Głównego. Latem 1918 r. był organizatorem tajnej antybolszewickiej grupy oficerskiej w Piotrogradzie. Od 1919 r. służył w wojskach niemieckich działających w Pribałtyce, a następnie Zachodniej Armii Ochotniczej. Pełnił funkcję zastępcy ministra wojny Rządu Zachodniego. Wchodził w skład berlińskiej komisji finansowej pomocy Zachodniej Armii Ochotniczej. Pod koniec grudnia 1919 r. pełnił krótko obowiązki kwatermistrza armii. W styczniu 1920 r. był szefem sztabu wojsk rosyjskich w Niemczech. Latem 1921 r. wyemigrował do Królestwa SHS. Zamieszkał w Belgradzie. W latach 30. Był współpracownikiem Abwehry jako przedstawiciel niemieckich firm metalurgicznych. Od marca 1941 r. tworzył siatkę agenturalną Abwehry w Jugosławii. Po zajęciu państwa przez wojska niemieckie w kwietniu tego roku, został aresztowany przez Gestapo pod zarzutem współpracy z jugosłowiańskim i brytyjskim wywiadem. Latem 1941 r. wypuszczono go na wolność. Został współpracownikiem AST-Belgrad Abwehry. Jesienią 1944 r. przedostał się do III Rzeszy. Na pocz. 1945 r. dowodził 1 Wschodnią Grupą Wywiadu Frontowego Specjalnego Przeznaczenia Sztabu Generalnego OKH. Zginął wraz ze swoją rodziną podczas alianckiego bombardowania Drezna.